# جی‌ام۲
جی‌ام۲ (انگلیسی: GM2) نوعی گانگلیوزید است.
«جی» اشاره به گانگلیوزید، «ام» اشاره به مونوسیالیک (جی‌ام۲، فقط یک سیالیک اسید دارد) و عدد «۲» به این موضوع اشاره دارد که این ماده، دومین گانگلیوزیدِ مونوسیالیکی بود که کشف شد.
این ماده با بیماری تی-سکس در ارتباط است.

## تصاویر دیگر

اسفنگولیپیدوز
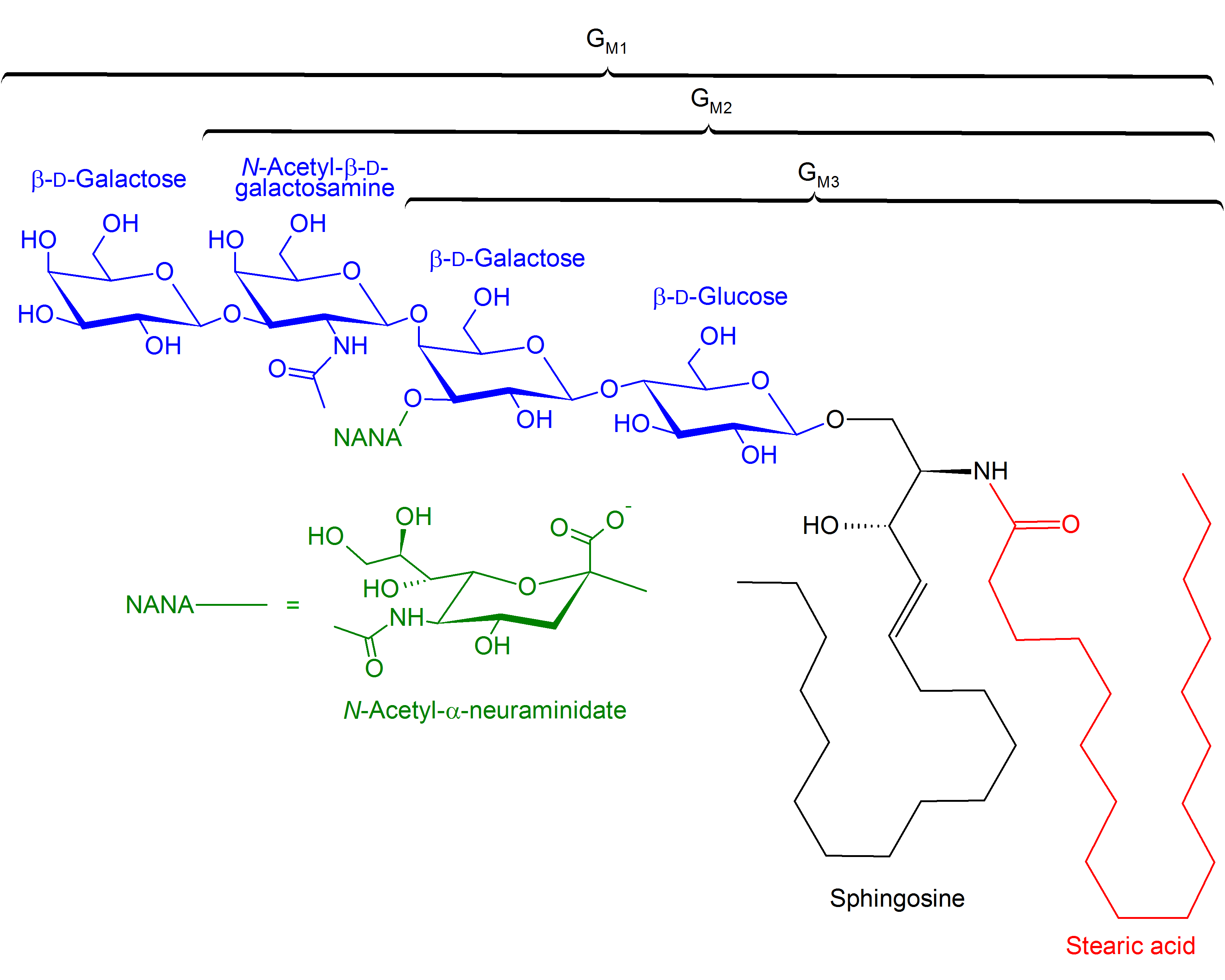
ساختارِ گانگلیوزیدهای GM1 ،GM2 ،GM3